# Pablo Aguilar
Pablo Aguilar Bermúdez (Granada, 9 de fevereiro de 1989) é um basquetebolista profissional espanhol que atualmente defende o Herbalife Gran Canaria. O atleta que possui 2,02m de altura e atua na posição Ala.

## Títulos e Honrarias

### Clubes
- Campeão Torneio Júnior de Hospitalet (Real Madrid) 2005-06
  -  Vice-campeão Torneio Júnior de Hospitalet (Real Madrid) 2006-07
  - Vice-campeão da Copa do Rei (Real Madrid) 2006-07
- Campeão da ULEB Eurocup (Real Madrid) 2006-07
- Campeão da Liga ACB (Real Madrid) 2006-07
- Campeão do Circuito Sub 20 (Real Madrid) 2007-08
- Campeão da ULEB Eurocup (Valencia) 2013-14
  -  Vice campeão da Copa do Rei (Herbalife Gran Canaria) 2015-16

### Seleção
- Medalha de Bronze no Europeu Sub16 de Leão em 2005
- Medalha de Bronze no Europeu Sub18 de Amaliada (Grécia) em 2006
- Medalha de Bronze no Europeu Sub20 de Riga em 2008
- Medalha de Bronze no Europeu Sub20 de Rodes em 2009
- Medalha de Bronze no Eurobasket 2013 na Eslovénia
- Medalha de Ouro no EuroBasket 2015 com finais em Lille em 2015